# Komplex analízis
A komplex analízis vagy komplexfüggvény-tan a matematika azon ága, amely a komplex változós komplex értékű függvényekkel foglalkozik. Alkalmazzák kétdimenziós fizikai problémák modellezésében és a számelméletben is.
A komplex analízisben központi szerep jut a függvények differenciálhatóságának, s konkrétan a holomorf illetve a meromorf függvények vizsgálatának.

## Komplex függvény
Komplex függvény alatt olyan függvényeket értünk, melyeknek az értelmezési tartománya és az értékkészlete egyaránt a komplex sík részhalmaza.

## Differenciálhatóság

### A derivált
Valamely {\displaystyle f:\mathbb {C} \to \mathbb {C} } függvény deriváltja a {\displaystyle z} helyen a valós esethez hasonlóan értelmezhető. Ha az alábbi határérték létezik, akkor {\displaystyle f} a {\displaystyle z} helyen differenciálható, s a határértéket az {\displaystyle f} függvény {\displaystyle z} pontban vett deriváltjának nevezzük:
{\displaystyle f'(z)=\lim _{h\to 0}{\frac {f(z+h)-f(z)}{h}}\,}
Ha egy {\displaystyle f} függvény valamely {\displaystyle \Omega } halmaz minden pontján differenciálható, akkor definiálható a derivált függvény is:
{\displaystyle f':\Omega \to \mathbb {C} }

### A Cauchy–Riemann egyenletek
A komplex függvények differenciálhatóságra adnak ekvivalens feltételt a Cauchy–Riemann-egyenletek. Ezek mögött az van, hogy a határértéknek az adott pontban a komplex sík minden irányából közelítve azonosnak kell lennie. Mivel a komplex sík izomorf a kétdimenziós valós vektortérrel, {\displaystyle f} komplex változós függvény felírható ekvivalens módon {\displaystyle f:\mathbb {R} ^{2}\to \mathbb {R} ^{2}} alakban a következőképpen:
{\displaystyle f(x,y)={\begin{bmatrix}f_{1}(x,y)\\f_{2}(x,y)\end{bmatrix}}}
Pontosan akkor differenciálható {\displaystyle f} valamely {\displaystyle z=x+yi} pontban, ha teljesülnek az úgynevezett Cauchy–Riemann egyenletek:
{\displaystyle \partial _{1}f_{1}(x,y)=\partial _{2}f_{2}(x,y)\qquad \partial _{1}f_{2}(x,y)=-\partial _{2}f_{1}(x,y)}
Ekkor a derivált értéke a következő:
{\displaystyle f'(z)=\partial _{1}f_{1}(x,y)+\partial _{1}f_{2}(x,y)i}

### Minden differenciálható komplex függvény analitikus
Megmutatható, hogy minden differenciálható komplex függvény analitikus, azaz az adott pont egy környezetében a függvény Taylor-sora létezik és előállítja a függvényt.

## Integrálás
Mivel mind a változónak, mind a függvény értékének lehet valós és képzetes része is, az integrálás a vektorfüggvényekéhez hasonló. Legelterjedtebb a komplex síkon végigfutó görbe menti vonalintegrál. Cauchy tétele kimondja, hogy bármely analitikus függvényt egy zárt görbén integrálva az eredmény nulla lesz, tehát
{\displaystyle \oint f(z)dz=0.}
A vonalintegrált sokszor akkor is tudjuk értelmezni, ha a függvény nem analitikus, azaz a a görbén belül szakadása, pólusa van. Példaként az {\displaystyle f(z)=1/z} függvényt az origó körüli körön integrálva (kihasználva, hogy {\displaystyle z=|z|e^{i\phi }})
{\displaystyle \oint {\frac {1}{z}}dz=i\int _{0}^{2\pi }d\phi =2\pi i.}
Ebből megkapható, hogy egy {\displaystyle {\frac {f(z)}{z-z_{\circ }}}} alakú függvény, ahol {\displaystyle f(z)} tetszőleges, analitkus függvény, {\displaystyle z_{\circ }} pólust tartalmazó zárt görbére vett integrálja az analitikus függvény {\displaystyle z_{\circ }} pontbeli értékét adja:
{\displaystyle \oint {\frac {f(z)}{z-z_{\circ }}}dz=f(z_{\circ })2\pi i.}

## Holomorf függvények
A komplex sík valamely nyílt részhalmazán értelmezett függvényt holomorfnak nevezzük, ha differenciálható.
A terminológia az ógörög holos (ὅλος) szóból származik, amely azt jelenti egész, s arra utal, hogy a függvény az egész értelmezési tartományán differenciálható.

## Meromorf függvények
A komplex sík valamely nyílt részhalmazán értelmezett függvényt meromorfnak nevezzük, ha legfeljebb izolált pontokban nem differenciálható.
A szó az ógörög meros (μέρος) szóból ered, mely azt jelenti rész, utalva arra, hogy a függvény csak az értelmezési tartományának egy részén differenciálható.